# Vertrag zwischen dem Land Nordrhein-Westfalen und dem Heiligen Stuhl
Der Vertrag zwischen dem Land Nordrhein-Westfalen und dem Heiligen Stuhl vom 26. März 1984, auch Düsseldorfer Vertrag genannt, ist ein staatskirchenrechtlicher Vertrag, dem der Landtag Nordrhein-Westfalen mit Gesetz vom 18. September 1984 zugestimmt hat. Der Vertrag und das Schlussprotokoll sind am 1. Januar 1985 in Kraft getreten.
Der Heilige Stuhl wurde bei Vertragsschluss in der nordrhein-westfälischen Landeshauptstadt Düsseldorf durch den Apostolischen Nuntius Guido del Mestri vertreten, das Land Nordrhein-Westfalen durch Ministerpräsident Johannes Rau.
Regelungsgegenstand ist die Lehrfreiheit römisch-katholischer Theologen an den staatlichen Hochschulen des Landes, insbesondere eine Übereinkunft zur Anwendung des Artikels 12 Abs. 1 des Vertrages des Freistaates Preußen mit dem Heiligen Stuhle vom 14. Juni 1929 (Preußenkonkordat) im Hinblick auf das Inkrafttreten des Hochschulrahmengesetzes vom 26. Januar 1976 und die Zusammenführung der Pädagogischen Hochschulen mit den anderen wissenschaftlichen Hochschulen des Landes Nordrhein-Westfalen.

## Inhalt und Bedeutung
Das Land Nordrhein-Westfalen erkennt als einziges Bundesland in Art. 23 seiner Verfassung die Fortgeltung des Preußenkonkordats und seiner Regelungen zum Recht der theologischen Fakultäten ausdrücklich an.
Eine Weiterentwicklung dieses Konkordats hatte bereits im Vertrag des Landes Nordrhein-Westfalen mit dem Heiligen Stuhle vom 19. Dezember 1956 stattgefunden, ergänzt um eine Einvernehmliche Interpretation zwischen Kirche und Staat aus dem Jahr 1979.
Im Düsseldorfer Vertrag wurden mit Wirkung zum 1. Januar 1985 die Regelungen des Preußenkonkordats auf die an der katholisch-theologischen Fakultät der neu gegründeten Ruhr-Universität Bochum und die in der neustrukturierten Ausbildung der Religionslehrer tätigen Dozenten ausgedehnt.
Der Vertrag regelt sowohl das Mitspracherecht des Bischofs bei der Besetzung der Lehrstühle an den katholisch-theologischen Fakultäten, das sog. nihil obstat, als auch das Verfahren zur eventuellen Beanstandung und Ersatzgestellung sowie die Rechtsstellung von Dozenten, die außerhalb der katholisch-theologischen Fachbereiche in der Lehrerausbildung tätig sind. Für beide Personengruppen ist letztlich das Preußenkonkordat maßgeblich.
Nach § 80 des nordrhein-westfälischen Hochschulgesetzes (HG) wird der Düsseldorfer Vertrag durch das HG Gesetz nicht berührt.